# Ua Huka (Gemeinde)

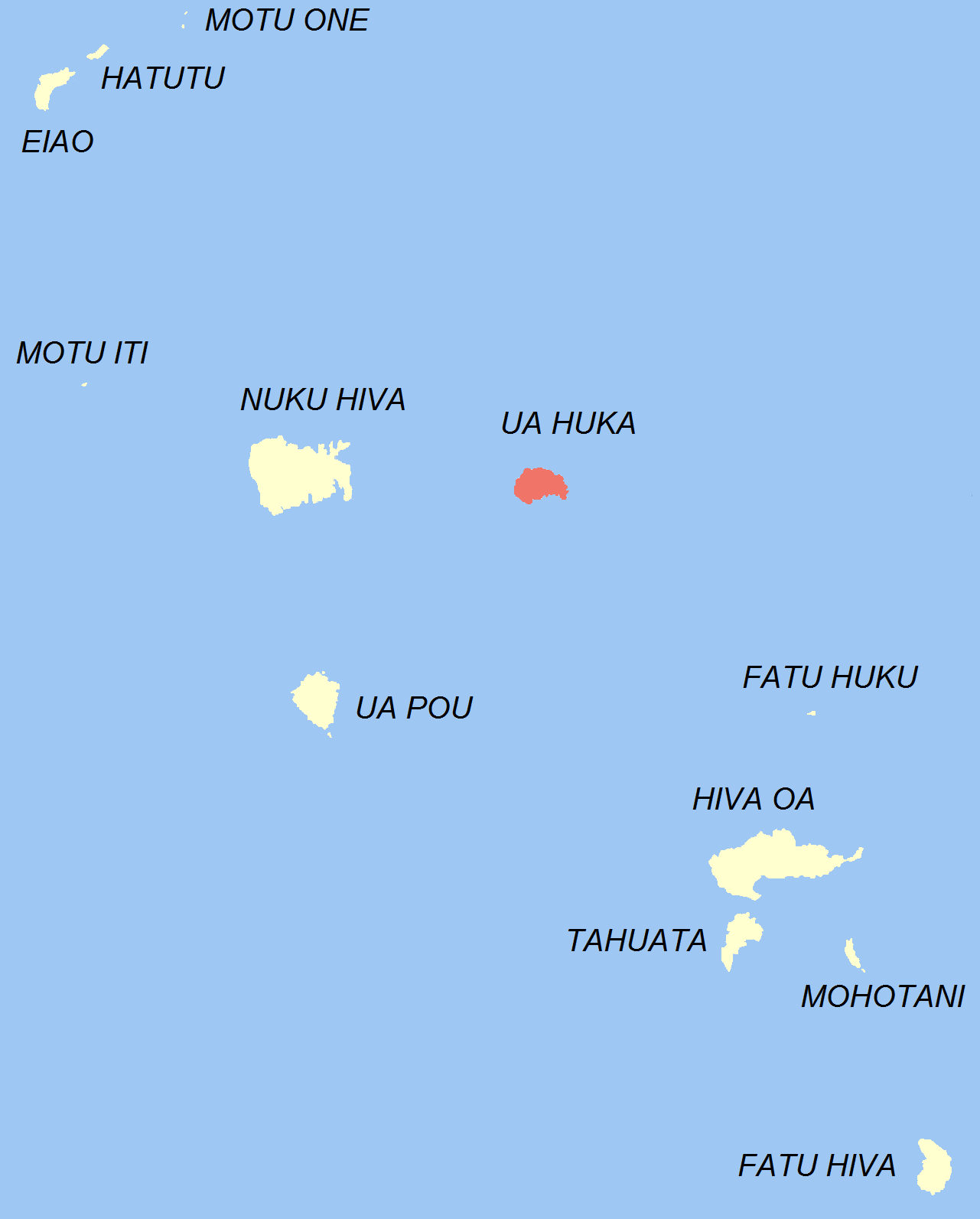
Lage der Gemeinde Ua Huka innerhalb der Marquesas

Ua Huka (französisch Commune de Ua Huka) ist eine Gemeinde in der Subdivision Marquesas in Französisch-Polynesien.  Eine Volkszählung im Jahr 2022 zeigte, dass Ua Huka damals 719 Einwohner zählte. Durchschnittlich leben 9 Personen mit Hauptwohnsitz auf einem Quadratkilometer.

## Geografie
Die Gemeinde umfasst die gleichnamige Insel im Pazifischen Ozean und besteht aus den Dörfern Vaipaee (mit der Gemeindeverwaltung), Hane und Hokatu. Der höchste Punkt der Gemeinde befindet sich auf 857 Metern über dem Meer.